# Benjaminia shawi
Benjaminia shawi är en stekelart som beskrevs av David B. Wahl 1989. Benjaminia shawi ingår i släktet Benjaminia och familjen brokparasitsteklar. Inga underarter finns listade.